# Kristian Schultze
Kristian Schultze (21 de enero de 1945  – 22 de noviembre de 2011) fue músico alemán, uno de los miembro de la banda de new age Cusco. Schultze se asoció con Michael Holm y los dos produjeron numerosos álbumes new age. Los dos se conocieron a fines de la década de 1970, cuando descubrieron que compartían un interés similar en la América precolonial. Schultze también lanzó una serie de álbumes en solitario.

## Biografía
Kristian Schultze era hijo de Norbert Schultze, el compositor de "Lili Marleen", y Iwa Wanja, una cantante y actriz búlgara. Vivió en Hamburgo, Río de Janeiro y Berlín, y obtuvo su educación musical en Konservatorium y Musikhochschule Berlin, Wiener Akademie y Jazzschool Graz. Se trasladó a Múnich en 1968, donde trabajó como compositor, arreglista, productor y músico para varios artistas, para películas, televisión y teatro.
Como teclista, se unió al grupo Passport de Klaus Doldinger en 1973 y grabó con ellos los álbumes "Looking Thru", "Cross Collateral", "Infinity Machine" y "Iguacu" con ellos. Hizo giras por Asia, EE. UU., Australia y Brasil y Alemania. En 1977, dejó la banda para tocar en el grupo "Snowball" con Curt Cress (batería), Dave King (bajo) u Roy Albrighton, cantante y líder de la banda.
En 1979, Kristian u Michael Holm comenzaron el proyecto de estudio "Cusco". Produjeron 22 álbumes y consistentemente trazado cerca de la parte superior de las listas de la New Age. En 1985, él junto a su mujer Birgid se trasladaron a Baviera, donde alquilaron una casa en Bad Tölz, una pequeña ciudad de los Alpes Bávaros. Construyó su segundo estudio en esa casa y continuó trabajando como compositor, arreglista, ingeniero de sonido y teclista para docenas de artistas tanto alemanes como internacionales. Desde 1986, Kristian estudió teoría de la computación y se convirtió en probador beta para compañías de software alemanas. Algunas de sus ideas se abrieron camino en los principales programas de estudio como Notator. Desde 1988, Kristian practicó técnicas de meditación, y desde 1990 hasta 1993 fue estudiante de terapia respiratoria (método HAKOMI). A través de la inspiración de su esposa, que durante los años se ha convertido en una especialista en curación, Kristian trató de integrar sus experiencias en sus composiciones.
Dos últimos dos álbumes en solitario, Colours of Inner Peace y Born to Breathe, ambos lanzado con la firma GIB en 1996, dio ejemplos de esta nueva forma de escribir música, y su constante trabajo con Michael Holm y Cusco también reflejan algunos de estos desarrollos compositivos.